# Paraíso (tổng)
Paraíso là một tổng trong tỉnh Cartago, Costa Rica. Tổng này có diện tích 411,91 km², dân số năm 2008 là 60005 người..